# Rhaconotus pictipennis
Rhaconotus pictipennis är en stekelart som först beskrevs av Henry J. Reinhard 1885.  Rhaconotus pictipennis ingår i släktet Rhaconotus och familjen bracksteklar. Inga underarter finns listade i Catalogue of Life.